# Weather Systems
Weather Systems — дев'ятий студійний альбом англійської групи Anathema, який був випущений 16 квітня 2012 року.

## Композиції
1. Untouchable, Part 1 - 6:14
2. Untouchable, Part 2 - 5:33
3. The Gathering of the Clouds - 3:27
4. Lightning Song - 5:25
5. Sunlight - 4:55
6. The Storm Before the Calm - 9:23
7. The Beginning and the End - 4:53
8. The Lost Child - 7:02
9. Internal Landscapes - 8:52

## Склад
- Вінсент Кеванах — вокал, гітара
- Джон Дуглас — ударні
- Джеммі Кеванах — бас-гітара
- Деніел Кеванах — гітара
- Лі Дуглас — вокал